# Commelina bravoa
Commelina bravoa är en himmelsblomsväxtart som beskrevs av Eizi Matuda. Commelina bravoa ingår i släktet himmelsblommor, och familjen himmelsblomsväxter. Inga underarter finns listade.